# Гвинейско-малийские отношения
Гвинейско-малийские отношения — двусторонние дипломатические отношения между Гвинеей и Мали. Протяжённость государственной границы между странами составляет 1062 км.

## История
С момента обретения независимости в конце 1950-х и начале 1960-х годов Мали и Гвинея находились в хороших отношениях. После серии пограничных инцидентов посол Гвинеи в Мали намекал на наличие сторонних провокаторов, которые могли спровоцировать конфликт. В целом дипломатические отношения между странами не были затронуты инцидентами, но повторяющиеся трансграничные столкновения вызывали обеспокоенность в связи с ущербом для экономической деятельности в этом регионе. Тем не менее, власти обеих стран работают над решением проблем растущего недовольства местного населения, чтобы предотвратить дальнейшую эскалацию, гибель людей и материальный ущерб. 
В ноябре 2017 года нелегальные старатели из обеих стран золотодобывающих шахт устроили массовую драку, в результате чего 22 человека погибли. В мае 2018 вдоль границы произошло столкновение между правоохранительными органами обеих стран в результате чего 6 человек были убиты и около 60 получили ранения. Свадебная процессия из Мали попросила разрешение у гвинейских полицейских пересечь государственную границу. Получив отказ граждане Мали стали кидать в них камнями, а полицейские Гвинеи в ответ открыли огонь на поражение и убили нескольких малийцев. 
Гвинея и Мали являются членами Экономического сообщества стран Западной Африки (ЭКОВАС).

## Дипломатические представительства
- Гвинея имеет посольство в Бамако[3].
- Мали содержит посольство в Конакри[4].